# Gmina Maglaj
Gmina Maglaj (boś. Općina Maglaj) – gmina w Bośni i Hercegowinie, w kantonie zenicko-dobojskim. W 2013 roku liczyła 23 146 mieszkańców.